# Clavigerini
Tribu
Les Clavigerini forment une tribu de coléoptères de la famille des Staphylinidae.

## Systématique
Selon BioLib (4 décembre 2016), les Clavigerini comprennent les sous-tribus et genres suivants :
- sous-tribu Apoderigerina Jeannel, 1954
  - genre Apoderiger Wasmann, 1897
- sous-tribu Clavigerina Leach, 1815
  - genre Adranes J. L. LeConte, 1849
  - genre Claviger Preyssler, 1790
- sous-tribu Clavigerodina Schaufuss, 1882
  - genre Clavigerodes Raffray, 1877
  - genre Clavigeropsis Raffray, 1882
  - genre Fustiger J. L. LeConte, 1866
  - genre Neoceratopsis Jeannel, 1956
- sous-tribu Disarthricerina Jeannel, 1949
  - genre Disarthricerus Raffray, 1895
- sous-tribu Hoplitoxenina Célis, 1969
  - genre Dimerometopus Célis, 1970
  - genre Hoplitoxenus Jeannel, 1960
- sous-tribu Lunillina Célis, 1969
  - genre Lunilla Jeannel, 1957
- sous-tribu Mastigerina Jeannel, 1954
  - genre Mastiger Motschulsky, 1851
- sous-tribu Miroclavigerina Jeannel, 1949
  - genre Miroclaviger Wasmann, 1893
- sous-tribu Neocerina Jeannel, 1954
  - genre Neocerus Wasmann, 1893
  - genre Theocerus Raffray, 1897
- sous-tribu Radamina Jeannel, 1954
  - genre Radama Raffray, 1883
- sous-tribu Thysdariina Jeannel, 1954
  - genre Thysdarius Fairmaire, 1904